# Quartet de corda núm. 2 (Xostakóvitx)
El Quartet de corda núm. 2 en la major, op. 68, va ser compost per Dmitri Xostakóvitx el 1944. Va ser estrenat pel Quartet Beethoven (Dmitri Tsiganov, Vassili Xirinski, Vadim Borissovski, Serguei Xirinski) el 14 de novembre de 1944 a la Sala Gran de la Filharmònica de Leningrad i està dedicat al compositor Vissarion Xebalín.

## Estructura
L'obra té quatre moviments:
- I Obertura: Moderato con moto
- II Recitatiu i Romança: Adagio, en si bemoll major
- III Vals: Allegro, en mi bemoll major
- IV Tema amb variacions: Adagio-Allegro non troppo, en la menor

La durada és aproximadament de 35 minuts, un minut menys que el seu quartet de corda núm. 15, el més llarg.

## Origen i context
Quan Xostakóvitx va començar a escriure el segon quartet de corda, sis anys després del breu Primer Quartet, ja havia completat vuit de les seves quinze simfonies. També era a la meitat de la seva vida. No obstant això, restaven tretze quartets per compondre, i vindrien en ràpida successió.
Xostakóvitx va començar el seu Segon Quartet després de completar el seu Trio per a piano núm. 2 a finals de l'estiu de 1944. Va ser compost en només dinou dies a 
a la "Casa de Descans i Creativitat" d'Ivànovo (finançada per l'estat), a uns 300 quilòmetres al nord-est de Moscou. El va començar el 2 de setembre i els respectius moviments van ser acabats el 5, 6, 15 i 20 de setembre.
El Segon Quartet és una composició més llarga i ambiciosa que la seva predecessora, capturant més fidelment la vasta gamma de colors i expressions que Xostakóvitx arribaria a desplegar en els seus quartets. Segons Jaffé, es nota clarament la influència del Quartet de corda núm. 2 de Prokófiev, compost tres anys abans, que utilitzava temes folklòrics i demostrava el potencial del quartet de corda. El va dedicar al compositor Vissarion Xebalín, que feia un any que, com a director del Conservatori de Moscou, havia convidat Xostakóvitx a ser professor de composició i que el seu Cinquè Quartet havia estat guardonat amb el Premi Stalin. Darrere d’aquest Segon Quartet sembla que hi ha amagada la idea de la mort, el febrer de 1944, del gran amic del compositor, Ivan Sol·lertinski, a qui ja havia dedicat el Segon Trio per a piano.

## Representacions
L'obra va ser presentada per primera vegada el 14 de novembre de 1944, i en la mateixa actuació el compositor es va unir al primer violinista i al violoncel·lista per a l'estrena del seu Trio per a piano núm. 2. El Segon Quartet ho va fer el Quartet Beethoven, el conjunt de cambra més destacat de Rússia en aquell moment, que des de llavors va tenir l'honor d'estrenar tots els quartets de Xostakóvitx, excepte l'últim (el Quinzè).